# Marjolein van Unen
Marjolein van Unen (Vlaardingen, 7 december 1962) is een Nederlands voormalig judoka en judotrainer. Als judoka won zij onder andere vier WK-medailles, driemaal het Europees kampioenschap en zes nationale titels. In haar tijd was er nog geen Olympisch tournooi voor vrouwen. Na haar actieve loopbaan was zij tussen 1997 en 2015 bondscoach van de Nederlandse judovrouwen. In 2025 werd Van Unen voorzitter van de Judo Bond Nederland.

## Levensloop
Van Unen maakte al vroeg kennis met judo. Haar vader en oom waren actief en zelf ging ze op zesjarige leeftijd met vriendinnen mee op les bij Rob Hein in Vlaardingen. Als vijftienjarige won ze de districtskampioenschappen van Zuid-Holland en werd ze tweede bij de Nederlandse kampioenschappen achter Anette Nicolai.
In april 1979 mocht Van Unen naar de Europese kampioenschappen in Kerkrade in de categorie boven 72 kilogram. In deze gewichtsklasse zaten tegenstanders zoals de 128 kilo zware Italiaanse Margherita De Cal. Van Unen, 76 kilo, mocht snel naar huis. Later dat jaar werd de zestienjarige voor het eerst Nederlands kampioene. Dat zou ze tot en met 1985 blijven, met uitzondering van 1982 toen alleen Maria Nijland sterker was.
In februari 1980 behaalde ze bij de Open Duitse kampioenschappen in Grenzach-Wyhlen, agglomeratie Bazel, de eerste van achttien podiumplekken bij internationale toernooien die naast de kampioenschappen worden georganiseerd. Een maand later viel ze met een vijfde plek, net naast het podium bij de Europese kampioenschappen in het Italiaanse Udine. In september boekte ze in Barcelona haar eerste van acht zeges in de eerder genoemde internationale toernooien. Bij de eerste wereldkampioenschappen voor vrouwen in 1980 in New York viel ze opnieuw met een vijfde plek, net naast het podium.
Direct nadat ze stopte opende ze samen met haar zus Joyce een sportschool in Brielle.
Van 1997 tot 2016 was Van Unen actief als bondscoach bij de Judo Bond Nederland. Ze begeleidde onder meer Edith Bosch, Marhinde Verkerk, Deborah Gravenstijn, Kim Polling en Elisabeth Willeboordse. Onder Van Unens leiding behaalden de vrouwen zes olympische medailles en twee wereldtitels. Ook veroverden de Nederlandse dames, met Van Unen aan het roer, de wereldtitel (2010) en Europese titel (2013) voor landenteams.
Van Unen moest afscheid nemen vanwege gezondheidsklachten. Toen ze een jaar of negentien was, kwam ze bij een schouderworp door een jongen, op haar nek terecht. Vermoedelijk liep ze daarbij de scheur bovenin haar nek op, die in 2014 werd vastgesteld. Aan de rug- en nekklachten valt niks te doen. Ze maakten een einde aan zowel haar eigen actieve judocarrière als de trainersbaan. In oktober 2015 onderging ze een succesvolle operatie die een einde maakte aan hartritmestoornissen.
De revalidatie duurde vier jaar. Van Unen vond een uitlaatklep in wandelen en schrijven. Samen met Hans Klippus schreef ze het boek Eeuwige band, in de greep van 35 Nederlandse judohelden. De eerste exemplaren werden uitgereikt aan Olympische kampioenen Angelique Seriese en Mark Huizinga, en aan Van Unens trainer Chris de Korte.
In maart 2025 werd Van Unen benoemd tot voorzitter van de Judo Bond Nederland.

## Waardering
In 2008 werd Van Unen gepromoveerd tot de 7e dan waarmee ze de hoogst gegradueerde vrouwelijke judoka in Nederland werd. In november 2024 is zij gepromoveerd tot de 8e dan
Bij haar afscheid als bondscoach werd Van Unen benoemd tot Lid van Verdienste van de Judobond. Op 26 maart 2016 werd ze benoemd tot Ridder in de Orde van Oranje Nassau. Zij ontving de Koninklijke onderscheiding uit handen van de burgemeester van haar woonplaats Brielle, Gregor Rensen.

## Erelijst
| Wereldkampioenschappen    | Wereldkampioenschappen | Wereldkampioenschappen | Wereldkampioenschappen |
| Jaar                      | Plaats                 | Resultaat              | Klasse                 |
| ------------------------- | ---------------------- | ---------------------- | ---------------------- |
| 1982                      | Parijs ( FRA)          | Brons                  | +72 kg                 |
| 1984                      | Wenen ( AUT)           | Zilver                 | Open                   |
| 1984                      | Wenen ( AUT)           | Brons                  | +72 kg                 |
| 1986                      | Maastricht ( NED)      | Zilver                 | +72 kg                 |
| Europese kampioenschappen |                        |                        |                        |
| Jaar                      | Plaats                 | Resultaat              | Klasse                 |
| 1981                      | Madrid ( ESP)          | Brons                  | +72 kg                 |
| 1981                      | Madrid ( ESP)          | Brons                  | Open                   |
| 1982                      | Oslo ( NOR)            | Goud                   | +72 kg                 |
| 1983                      | Genua ( ITA)           | Brons                  | +72 kg                 |
| 1984                      | Pirmasens ( GER)       | Goud                   | +72 kg                 |
| 1985                      | Landskrona ( SWE)      | Goud                   | Open                   |
| 1985                      | Landskrona ( SWE)      | Brons                  | +72 kg                 |